# Église Saint-André de Prades
L'église Saint-André est une église catholique située à Prades, en France.

## Localisation
L'église est située dans le département français de la Haute-Loire, sur la commune de Prades.

## Historique
L'édifice est classé au titre des monuments historiques en 1910.

## Galerie de photos

### Extérieur

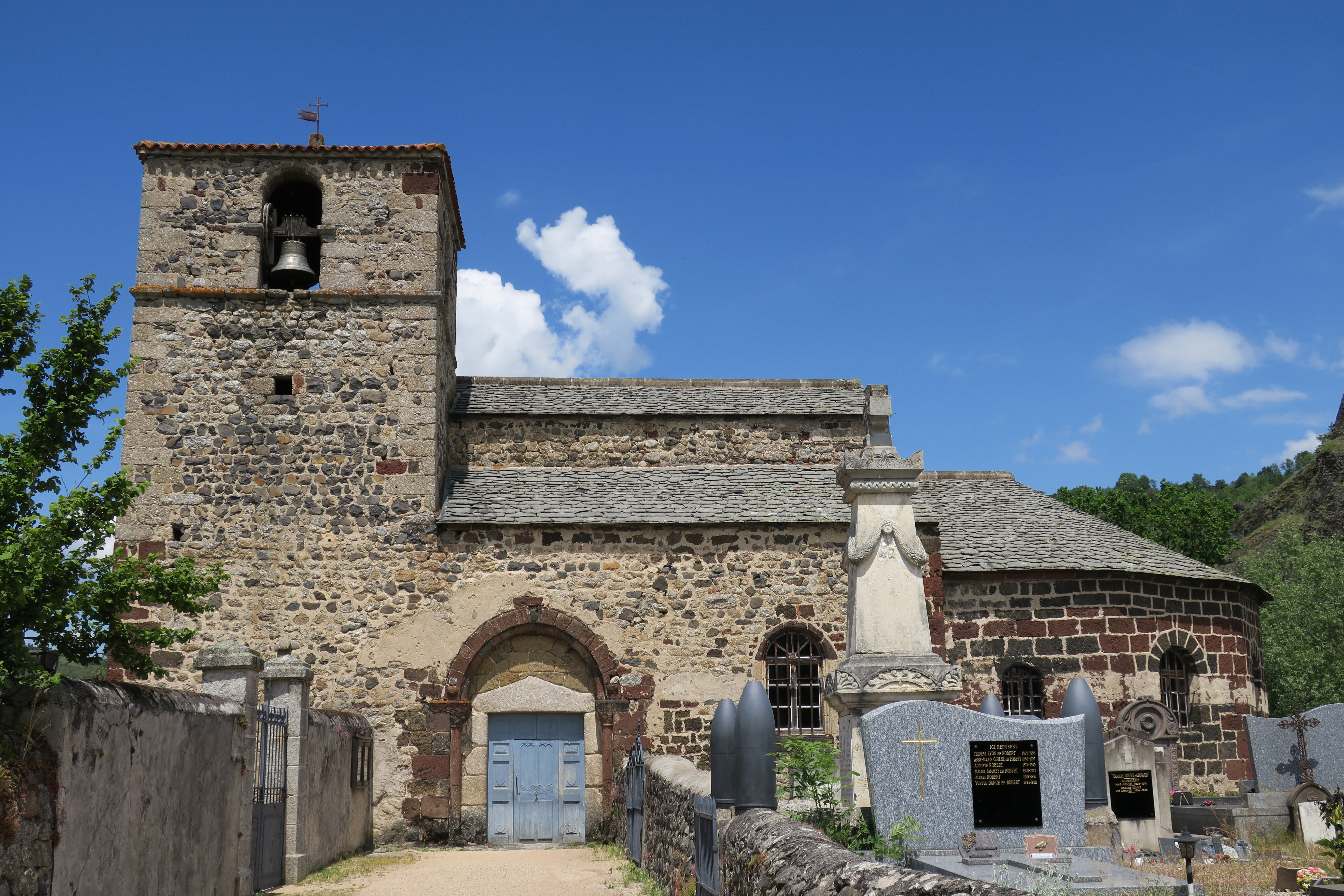
Façade sud.
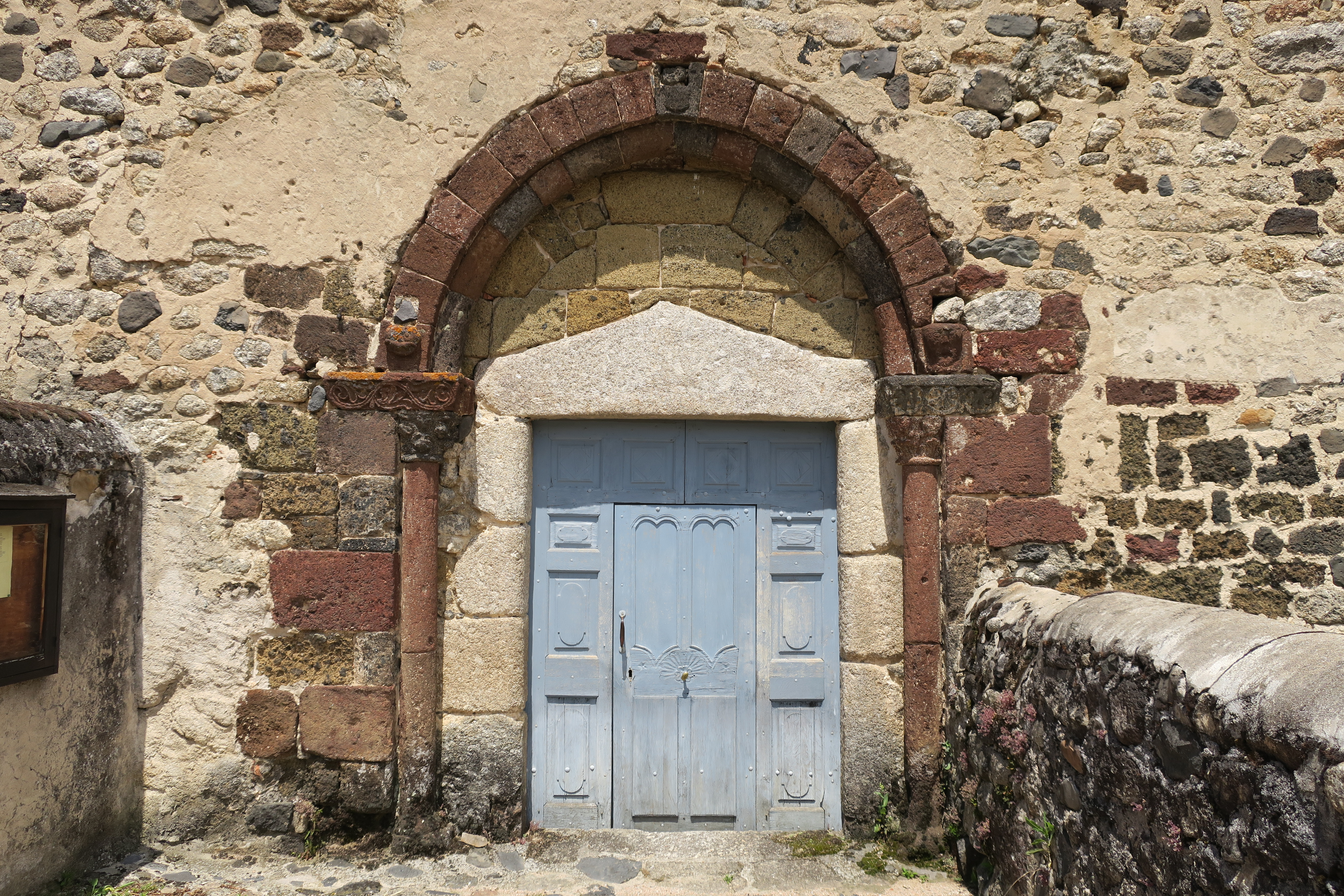
Portail sud.
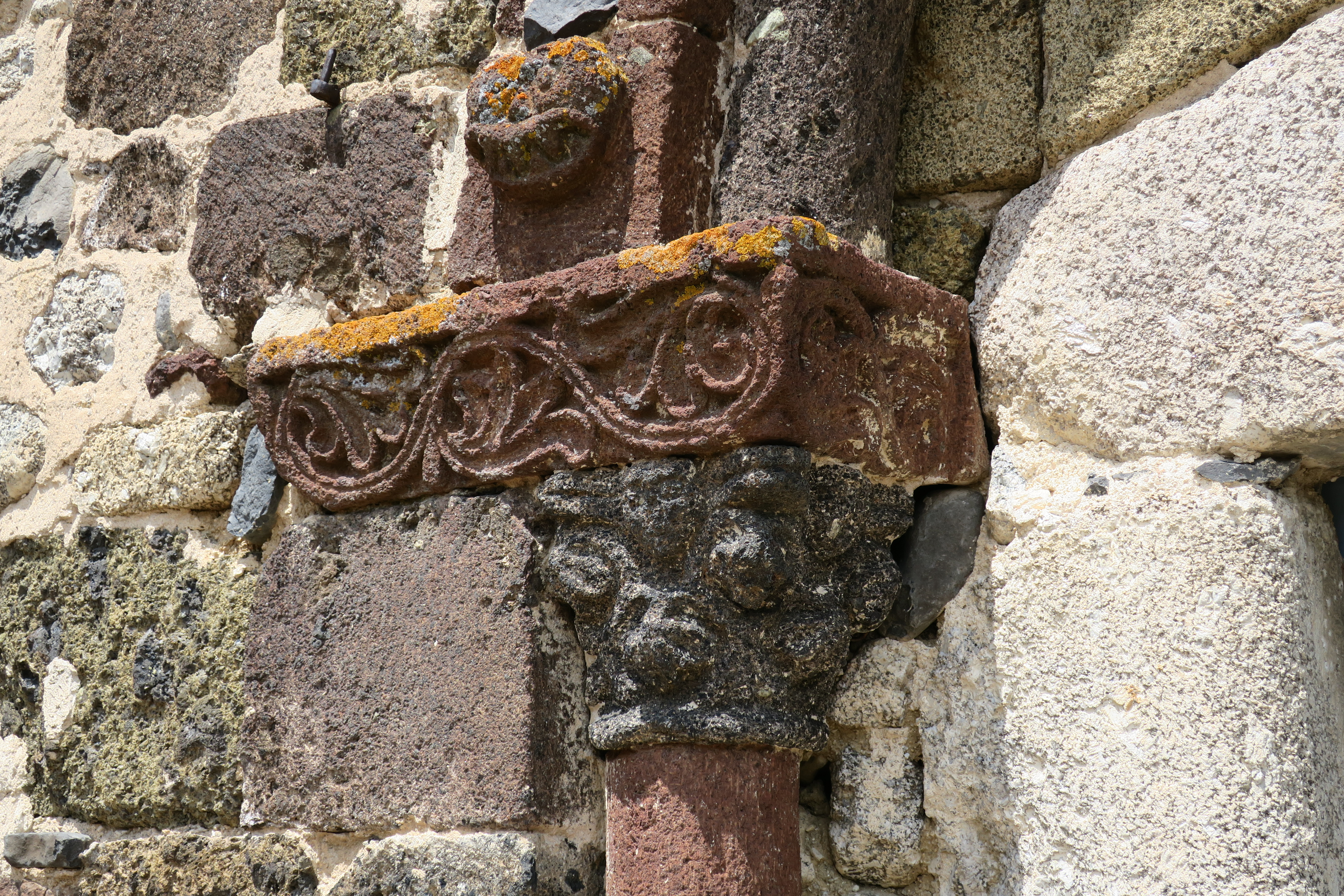
Portail sud. Chapiteau gauche.
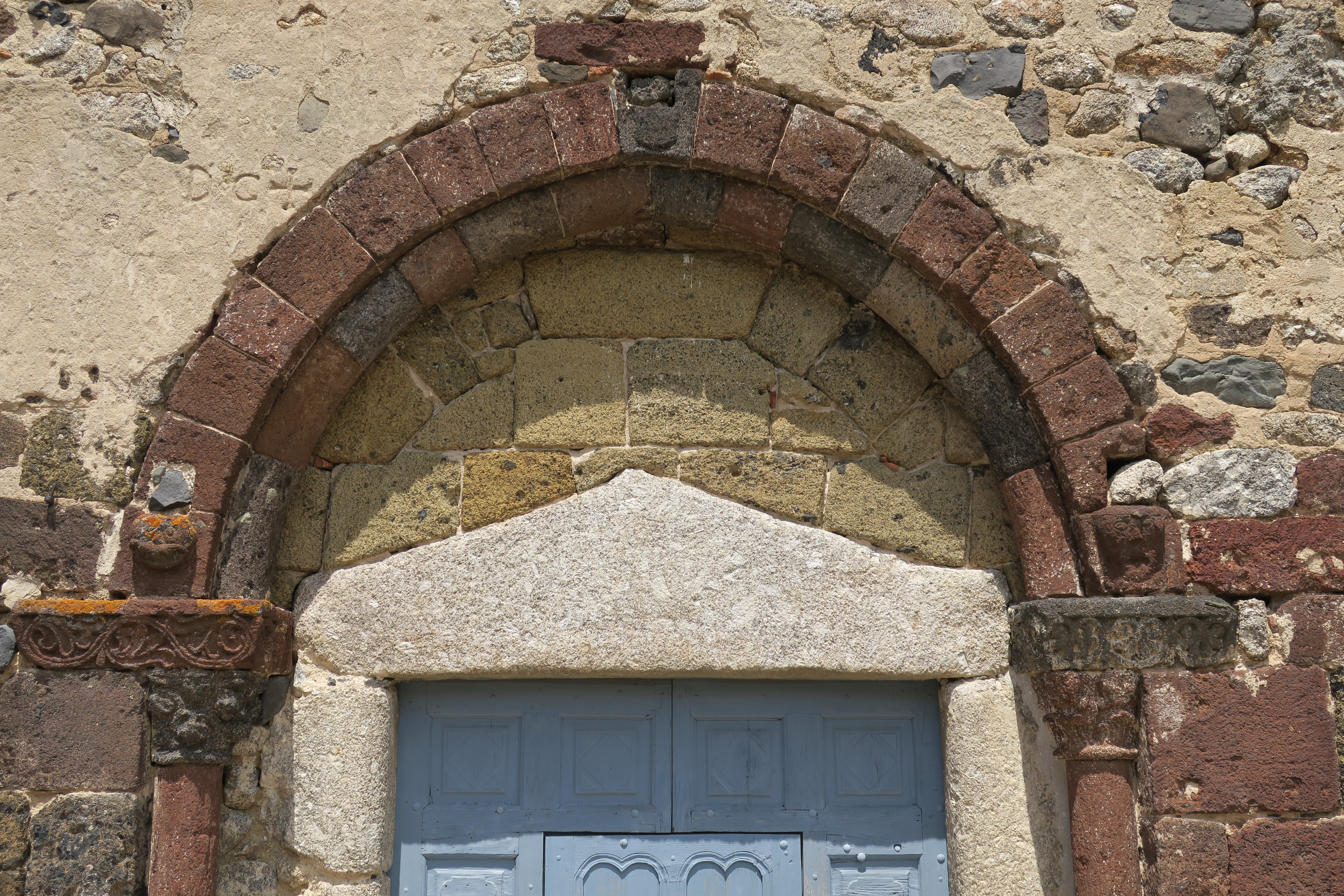
Portail sud. Partie supérieure.
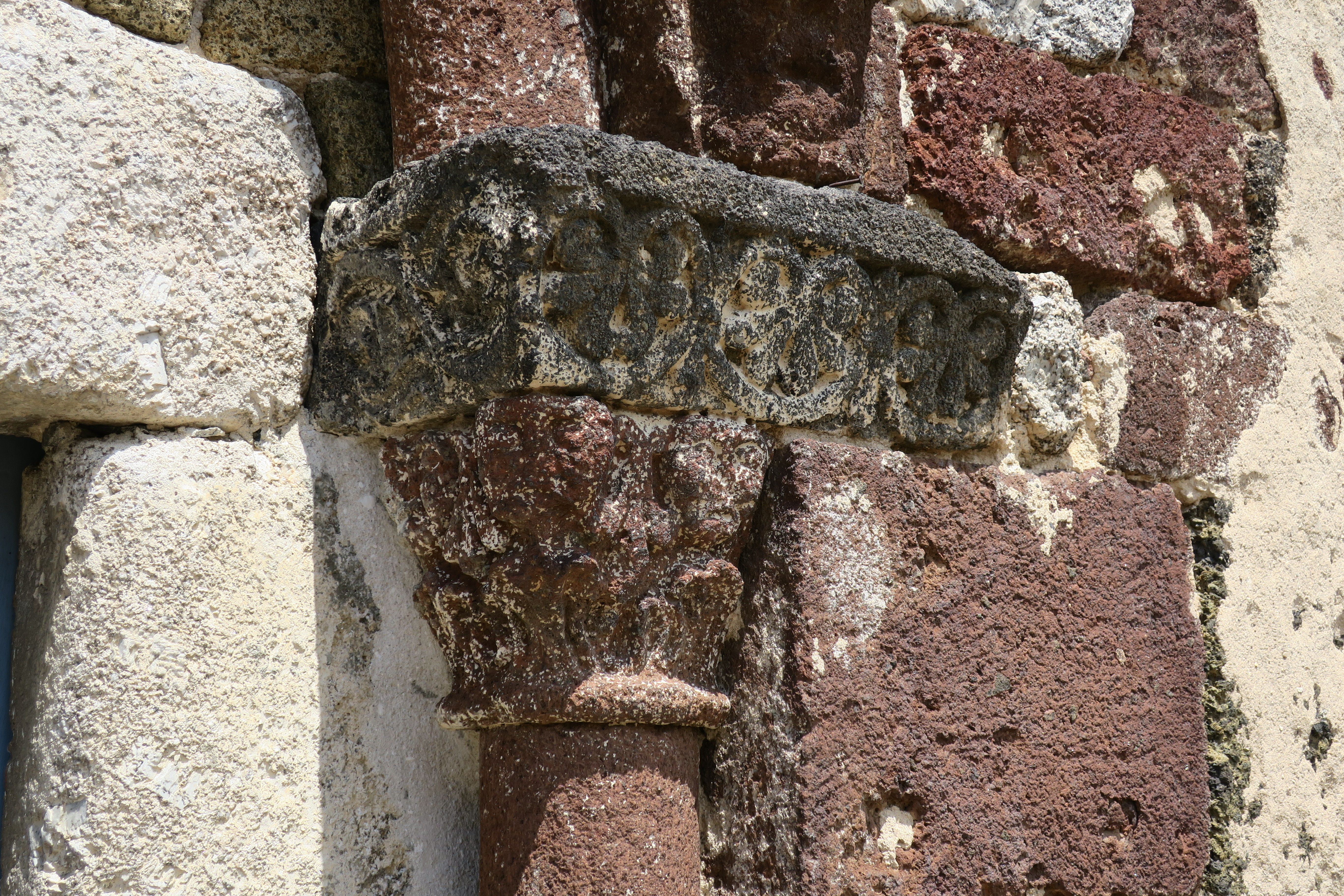
Portail sud. Chapiteau droit.
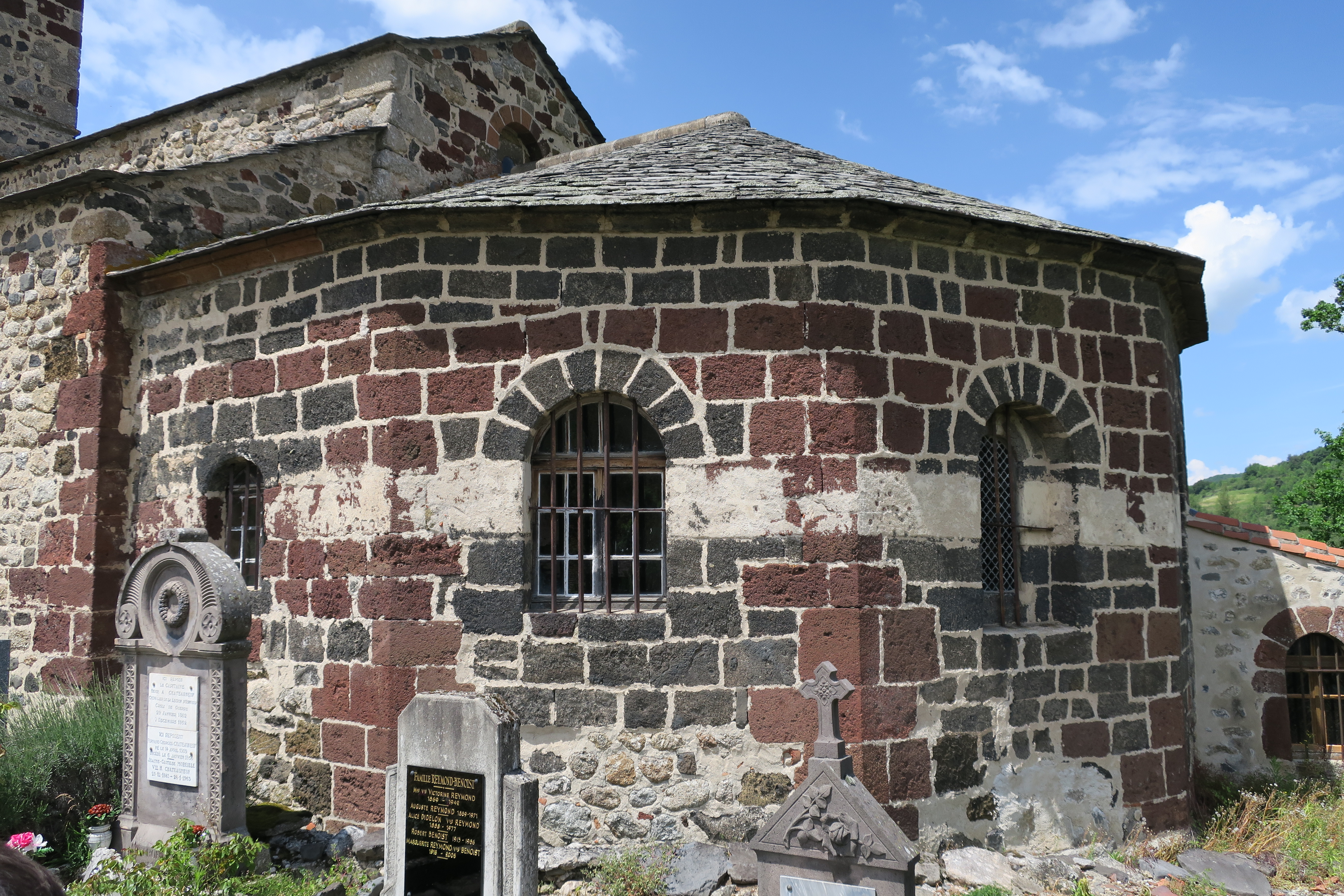
Abside.
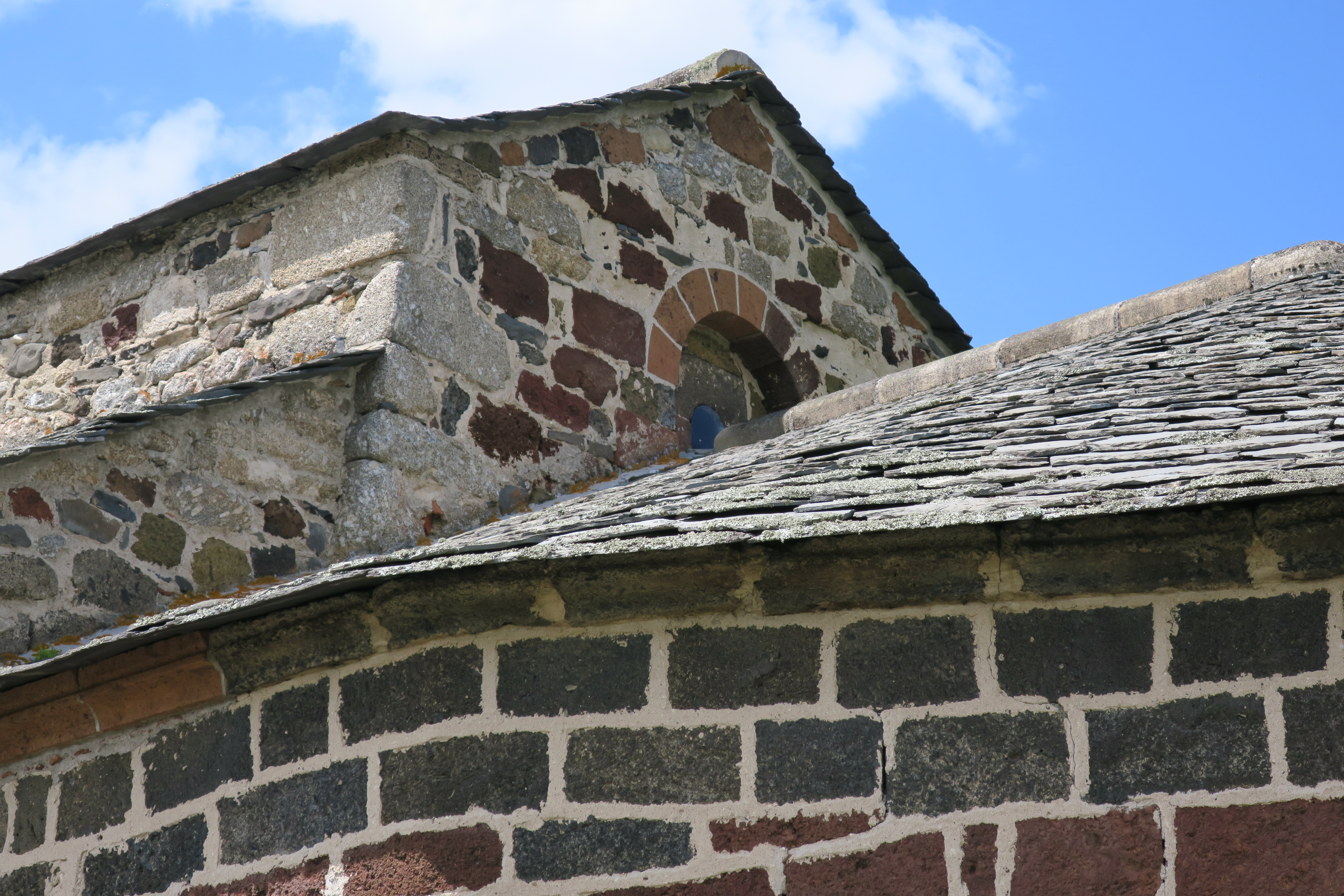
Abside et extrémité orientale de la nef.
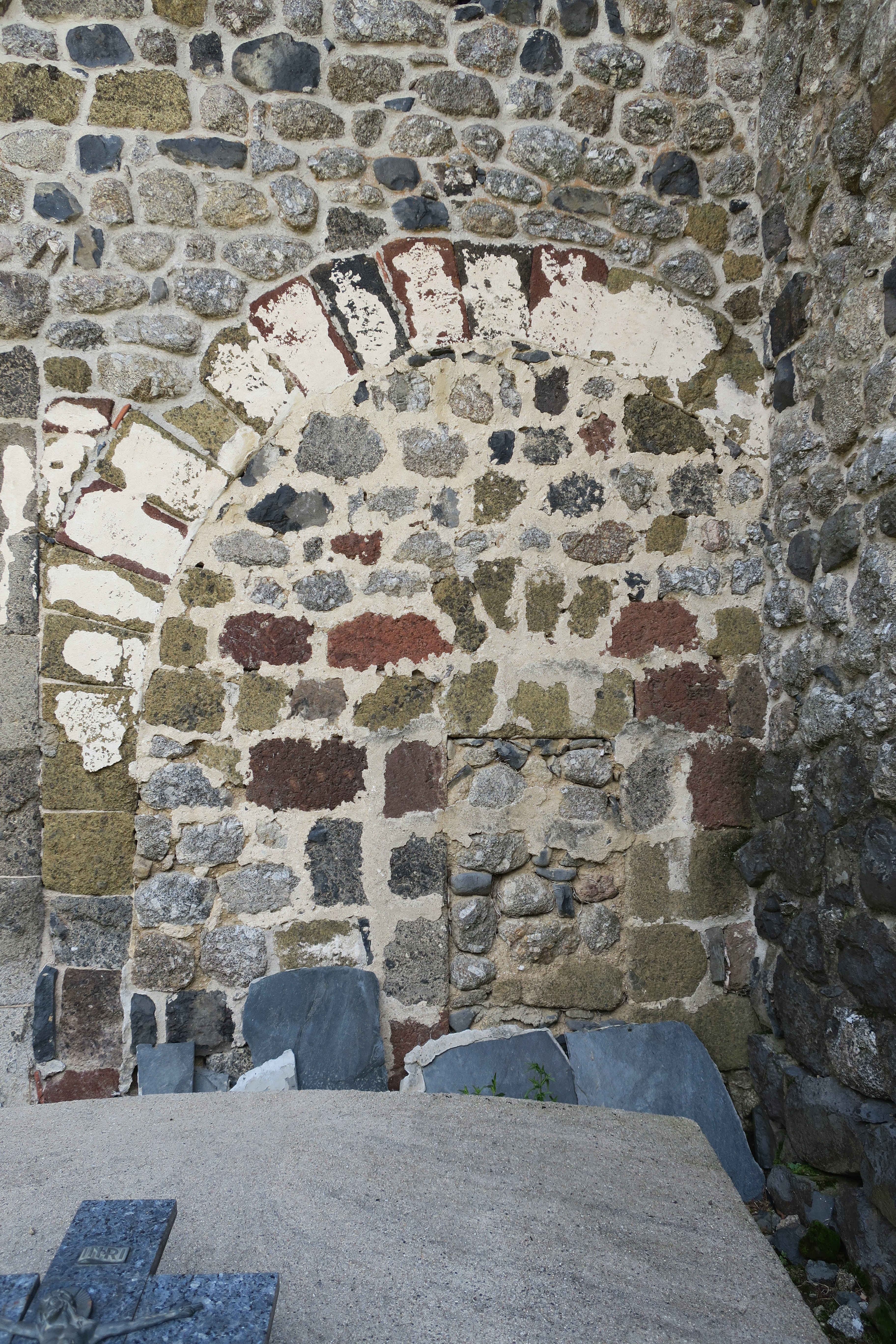
Façade ouest. Ancien portail ouest.
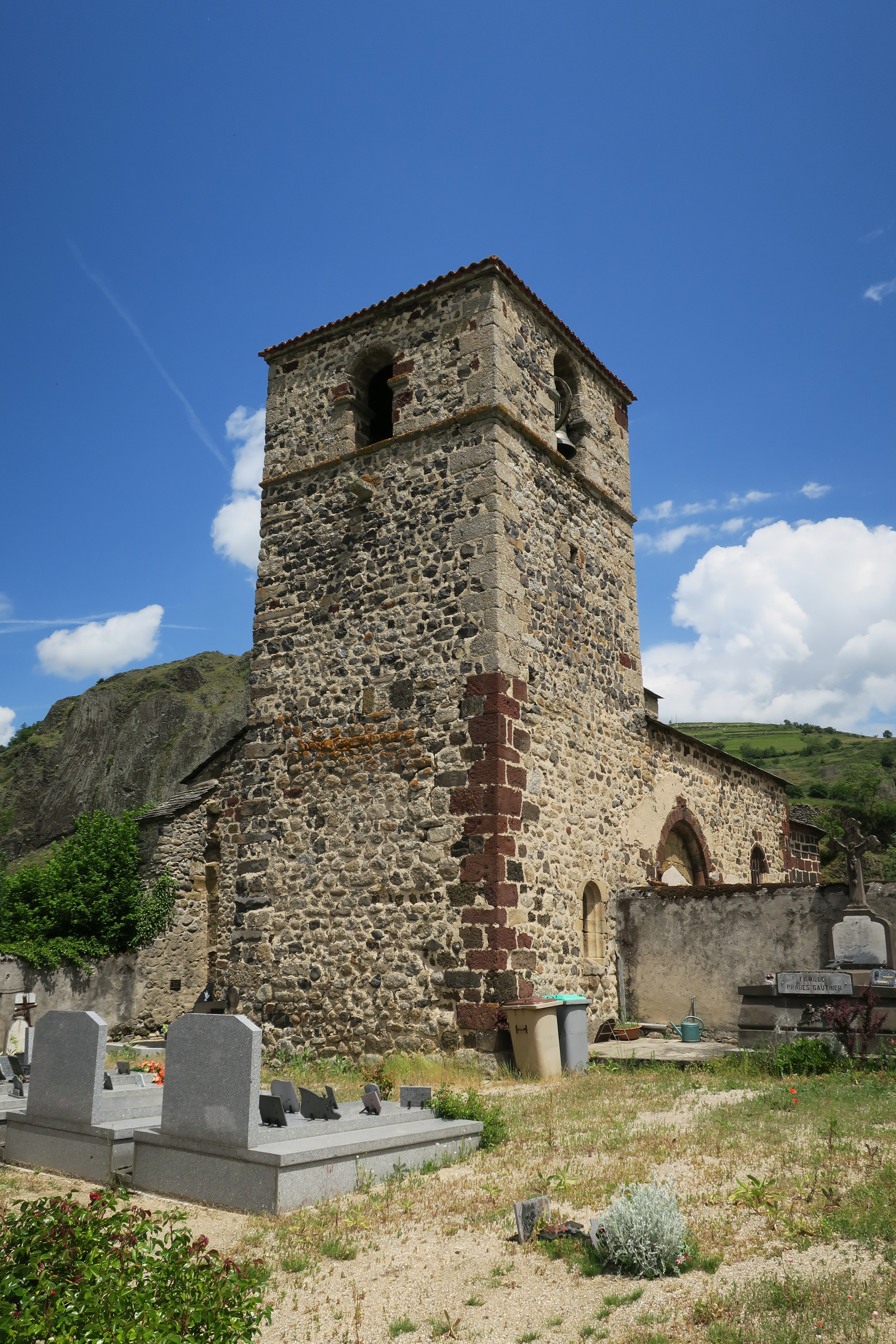
Façade ouest. Clocher.
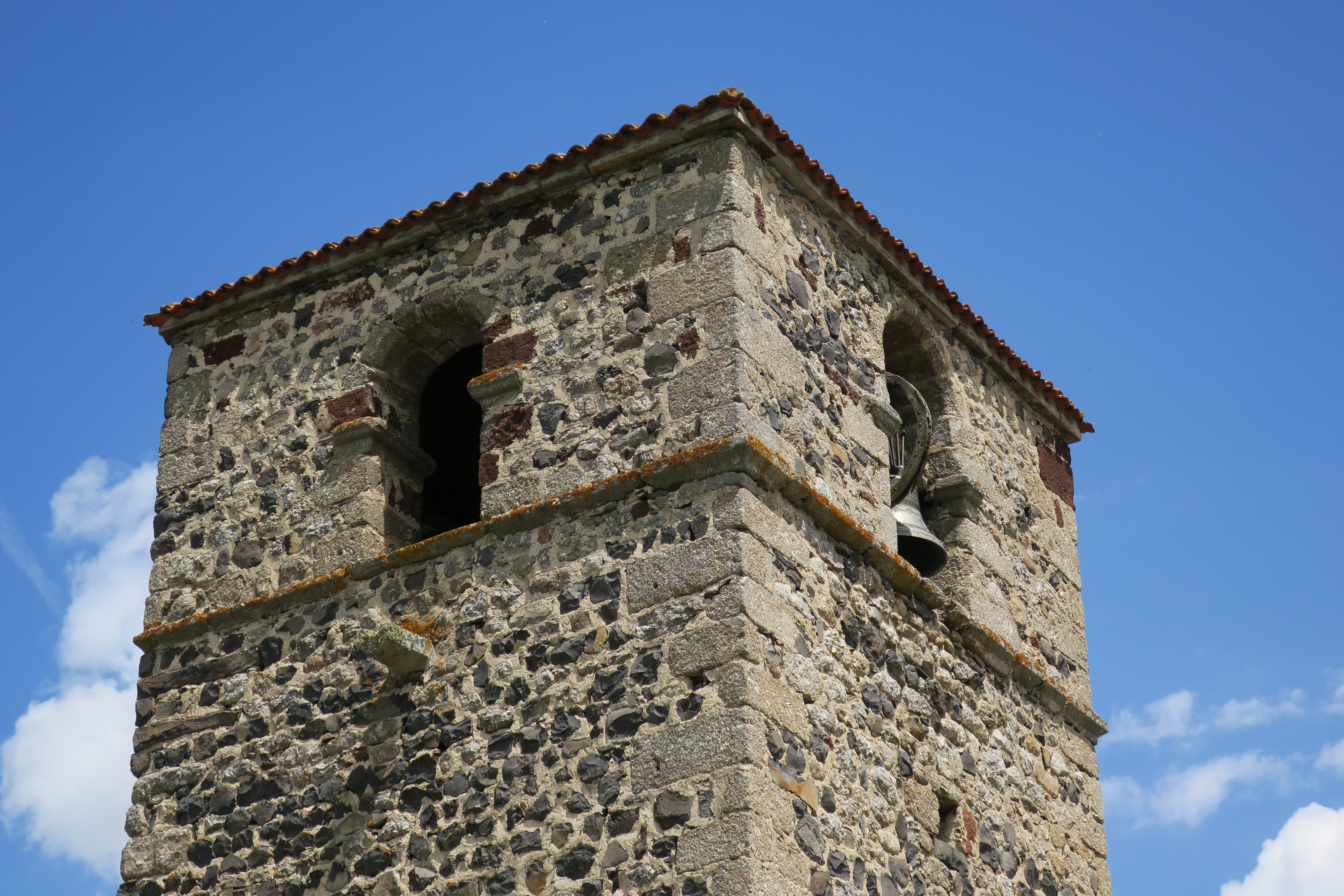
Façade ouest. Partie supérieure du clocher.